# Залуський Іван Володимирович
Іван Володимирович Залуський (нар. 7 лютого 1987) — український актор театру і кіно. Заслужений артист України (2020).

## Життєпис
Народився 7 лютого 1987 року. 

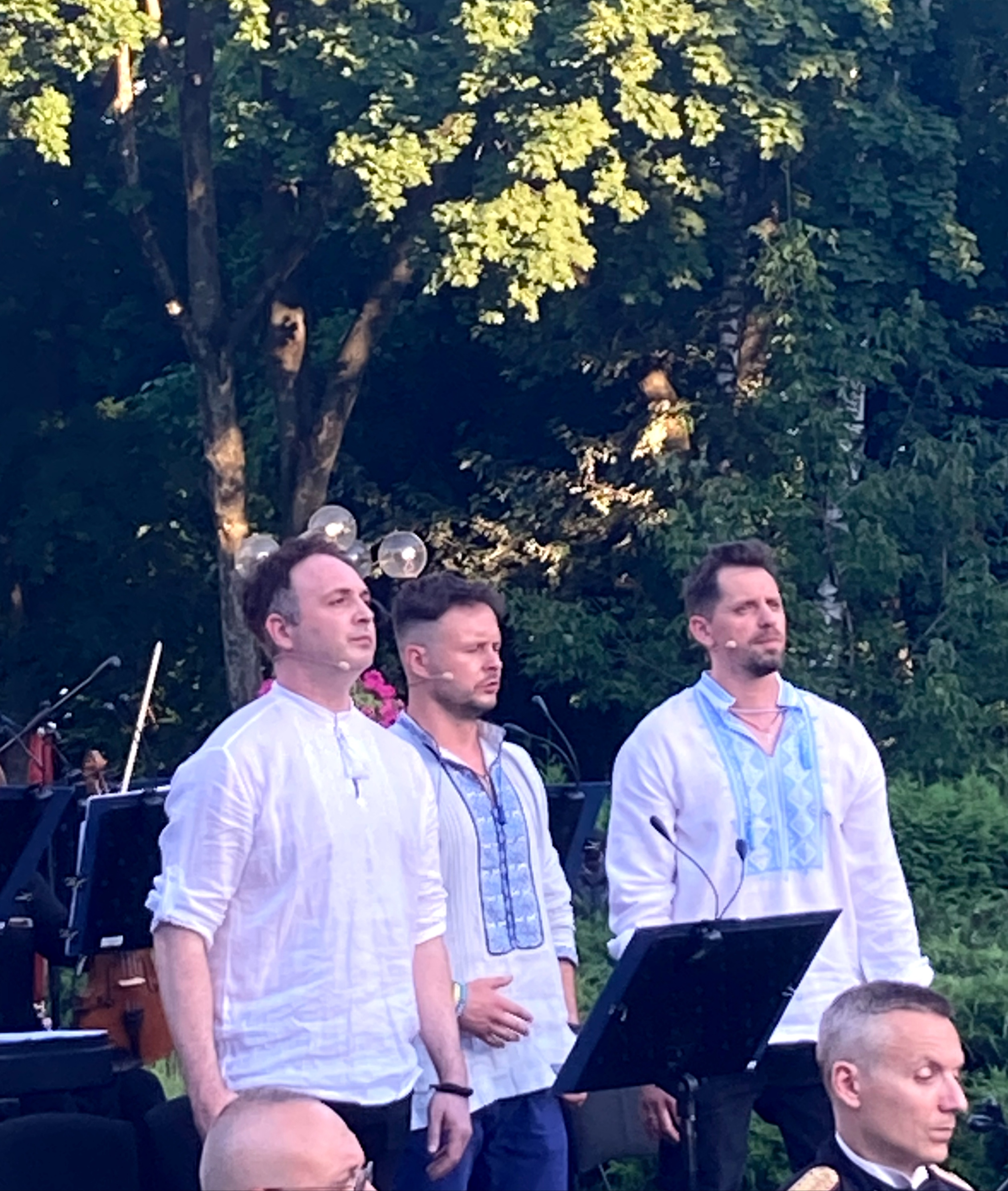
Дмитро Чернов (ліворуч), Роман Ясіновський (в центрі) та Іван Залуський, концерт «Файний Франко Ф'южн», червень 2024 року

У 2010 році закінчив Київський національний університет театру, кіно і телебачення імені І.Карпенка-Карого, де навчався на курсі акторського мистецтва у майстерні Богдана Ступки.
28 серпня 2020 року було присвоєно звання Заслужений артист України.
Має брата Романа.

## Творчість
Відразу після закінчення вишу почав працювати в Національному академічному драматичному театрі імені Івана Франка.
У кіно знімається з 2010 року, але активно — з 2016 року.

### Ролі в кіно
- 2020 — Не відпускай — Толік
- 2019 — Зникла наречена — Євген
- 2019 — Артист — Віталій Неділько, опер (перевертень у погонах)
- 2018 — Чуже життя — епізод
- 2018 — Опер за викликом — Павло (1-ша серія)
- 2018 — На гойдалці долі — Олег Воронін, геолог
- 2017 — Пес-2 — Мирон (15-та серія «Конкурент»)
- 2017 — Невиправні — Нізалов
- 2016 — Не зарікайся — Тарасюк
- 2016 — Заміж після всіх — епізод
- 2016 — Забута жінка — епізод
- 2015 — Останній москаль
- 2010 — Віра Надія Любов — епізод

### Ролі в театрі
Національний академічний драматичний театр імені Івана Франка
- Morituri te salutant — парубок
- Всі мої сини — Кріс Келлер
- Грек Зорба — Павлі
- Коріолан — 1-ий страж
- Моя професія — синьйор з вищого світу — Роберто
- Наталка Полтавка — хлопці
- Перехресні стежки — батяри
- Попелюшка — добрий чарівник
- Розбитий глек — Ліза
- Скляний звіринець — Том Вінгфілд (син Аманди)
- Три товариші — Юпп
- Хазяїн — Калинович, учитель гімназії
- Лунаса — Джері
- Снігова королева — Принц та Північний Олень
- Ліс — Олексій Сергійович Буланов

## Нагороди
- 2010 — Гран-прі Всеукраїнського конкурсу імені Івана Франка (Київ)Вітаємо! [Архівовано 24 грудня 2019 у Wayback Machine.]
- 2016 — лауреат ХІ Міжнародного фестивалю актуальної анімації та медіа-мистецтва «LINOLEUM» (Київ) у номінації «Найкраща чоловіча роль другого плану» за роль у виставі «Зірка, або Інтоксикація театром» Н. Кауарда[3].
- 2017 — лауреат премії «Київська пектораль» у номінації «Найкраща чоловіча роль другого плану» за роль Кріса Келлера у виставі «Всі мої сини»[4].
- 2020 — Заслужений артист України